# Pueblo de Taos
Pueblo de Taos nằm ở một thung lũng của sông Rio Grande, thuộc phía Đông Bắc bang New Mexico, miền Tây Hoa Kỳ.
Đây là một quần thể kiến trúc của nền văn minh người da đỏ Pueblo, thời tiền Tây Ban Nha (Cuối thế kỷ 13, đầu thế kỷ 14) xâm chiếm và khai phá vùng miền Tây Hoa Kỳ. Quần thể này là kiến trúc còn duy nhất sót lại đến ngày nay và còn khá nguyên vẹn, bao gồm nhà ở và các công trình thực hiện nghi lễ tâm linh của người Pueblo (nhà thờ). Nguyên liệu để xây dựng là gạch làm từ bùn phơi khô với độ dày khoảng 35 – 70 cm, các ngôi nhà khi xây xong sẽ được phủ bởi một lớp thạch cao bóng bên ngoài. Mái nhà được làm từ gỗ của cây tuyết tùng.
Hiện nay, người dân bộ tộc Taos là những người sinh sống và quản lý quần thể kiến trúc này. Với những giá trị lịch sử, Pueblo de Taos  thể hiện tính truyền thống, văn hóa cộng đồng thời Tiền Tây Ban Nha duy nhất còn lại ở Bắc Mỹ.